# Zuid-Duits voetbalkampioenschap 1910/11
In 1910/11 werd het dertiende voetbalkampioenschap gespeeld dat georganiseerd werd door de Zuid-Duitse voetbalbond. Karlsruher FV werd kampioen en plaatste zich voor de eindronde om de Duitse landstitel.
De club versloeg SC Tasmania Rixdorf en verloor in de halve finale van VfB Leipzig.

## Eindronde

### Südkreis
| Plaats | Club                   | Wed. | W  | G | V  | Saldo | Ptn.  |
| ------ | ---------------------- | ---- | -- | - | -- | ----- | ----- |
| 1.     | Karlsruher FV          | 18   | 16 | 1 | 1  | 89:17 | 33:3  |
| 2.     | FC Stuttgarter Cickers | 18   | 11 | 4 | 3  | 54:17 | 26:10 |
| 3.     | Freiburger FC          | 18   | 9  | 3 | 6  | 34:28 | 21:15 |
| 4.     | Sportfreunde Stuttgart | 18   | 8  | 4 | 6  | 46:39 | 20:16 |
| 5.     | Karlsruher FC Phönix   | 18   | 9  | 2 | 7  | 38:42 | 20:16 |
| 6.     | 1. FC Pforzheim        | 18   | 7  | 2 | 9  | 42:38 | 16:20 |
| 7.     | FC Union Stuttgart     | 18   | 8  | 0 | 10 | 33:36 | 16:20 |
| 8.     | Straßburger FV         | 18   | 5  | 2 | 11 | 18:54 | 12:24 |
| 9.     | Alemannia Karlsruhe    | 18   | 3  | 2 | 13 | 17:54 | 8:28  |
| 10.    | Germania Beiertheim    | 18   | 4  | 0 | 14 | 17:53 | 8:28  |

|  | Geplaatst voor finaleronde |

### Finale
| Plaats | Club                     | Wed. | W | G | V | Saldo | Ptn  |
| ------ | ------------------------ | ---- | - | - | - | ----- | ---- |
| 1.     | Karlsruher FV            | 6    | 6 | 0 | 0 | 23:4  | 12:0 |
| 2.     | SC Bayern München        | 6    | 3 | 0 | 3 | 17:15 | 6:6  |
| 3.     | Mannheimer FG Union 1896 | 6    | 2 | 0 | 4 | 8:18  | 4:8  |
| 4.     | SV Wiesbaden             | 6    | 1 | 0 | 5 | 7:18  | 2:10 |

|  | Kampioen, geplaatst voor nationale eindronde |